# فوجیوارا نو فویوتسوگو
فوجیوارا نو فویوتسوگو (انگلیسی: 藤原冬嗣 Fujiwara no Fuyutsugu؛ ۷۷۵ – ۳۰ اوت ۸۲۶) عضوی از خاندان هوکه (فوجیوارا) اهل ژاپن بود.